# تانیپاویلان کودیئیروپو
تانیپاویلان کودیئیروپو (به لاتین: Thannipavilan Kudiyiruppu) یک منطقهٔ مسکونی در سری‌لانکا است که در استان شمالی (سری‌لانکا) واقع شده‌است.